# Haldan Hartline
Haldan Keffer Hartline (Bloomsburg, 22 de dezembro de 1903 — Fallston, 17 de março de 1983) foi um fisiologista americano, co-receptor (com George Wald e Ragnar Granit) do Prêmio Nobel de Fisiologia ou Medicina de 1967 por seu trabalho na análise dos mecanismos neurofisiológicos da visão.

## Educação
Hartline recebeu sua educação de graduação no Lafayette College em Easton, Pensilvânia, graduando-se em 1923. Ele começou seu estudo de eletrofisiologia da retina como membro do National Research Council na Johns Hopkins University, Baltimore, recebendo seu diploma de Doutor em Medicina em 1927.

## Carreira e pesquisa
Depois de frequentar as universidades de Leipzig e Munique como pesquisador viajante na Fundação Eldridge Johnson da Universidade da Pensilvânia, ele voltou aos Estados Unidos para assumir um cargo na Fundação Eldridge Reeves Johnson de Física Médica em Penn, que estava sob a direção de Detlev W. Bronk naquela época. Em 1940-1941, ele foi Professor Associado de Fisiologia no Cornell Medical College em Nova York, mas voltou para Penn e permaneceu até 1949. Depois se tornou professor de biofísica e chefe do departamento da Johns Hopkins em 1949. Um dos graduados de Hartline alunos da Johns Hopkins, Paul Greengard, que também ganhou o Prêmio Nobel. Hartline se juntou à equipe de Rockefeller University, Nova York, em 1953 como professor de neurofisiologia.
Hartline investigou as respostas elétricas das retinas de certos artrópodes, vertebrados e moluscos, porque seus sistemas visuais são muito mais simples do que os dos humanos e, portanto, mais fáceis de estudar. Ele concentrou seus estudos no olho do caranguejo-ferradura (Limulus polyphemus). Usando eletrodos minúsculos, ele obteve o primeiro registro dos impulsos elétricos enviados por uma única fibra do nervo óptico quando os receptores conectados a ela são estimulados pela luz. Ele descobriu que as células fotorreceptoras do olho estão interconectadas de tal forma que, quando uma é estimulada, outras próximos estão deprimidos, aumentando assim o contraste nos padrões de luz e aguçando a percepção das formas. Hartline construiu assim uma compreensão detalhada do funcionamento de fotorreceptores individuais e fibras nervosas na retina, e mostrou como mecanismos retinais simples constituem etapas vitais na integração da informação visual.

## Prêmios e homenagens
Hartline foi eleito membro estrangeiro da Royal Society em 1966. Ele recebeu o Prêmio Nobel de Fisiologia ou Medicina em 1967.